# Olympische Winterspiele 2002/Teilnehmer (Irland)
| Gelbes Symbol für Goldmedaillen mit stilisierten Olympischen Ringen | Graues Symbol für Silbermedaillen mit stilisierten Olympischen Ringen | Braundes Symbol für Bronzemedaillen mit stilisierten Olympischen Ringen |
| ------------------------------------------------------------------- | --------------------------------------------------------------------- | ----------------------------------------------------------------------- |
| —                                                                   | —                                                                     | —                                                                       |

Irland nahm an den Olympischen Winterspielen 2002 im US-amerikanischen Salt Lake City mit sechs Athleten in vier Sportarten teil.
Es war die dritte Teilnahme Irlands an Olympischen Winterspielen.

## Bob
Herren
- Irland (Peter Donohoe / Paul Kiernan)
Zweierbob: 26. Platz

## Skeleton
- Clifton Wrottesley
Einer Männer: 4. Platz

## Ski Alpin
- Tamsen McGarry
Riesenslalom, Frauen: 46. Platz
Slalom, Frauen: 35. Platz

- Patrick-Paul Schwarzacher-Joyce
Abfahrt, Männer: 53. Platz
Super-G, Männer: 33. Platz
Kombination, Männer: DQ

## Skilanglauf
- Paul O’Connor
1,5 km Sprint, Männer: 68. Platz